# Laranjeiras (Río de Janeiro)

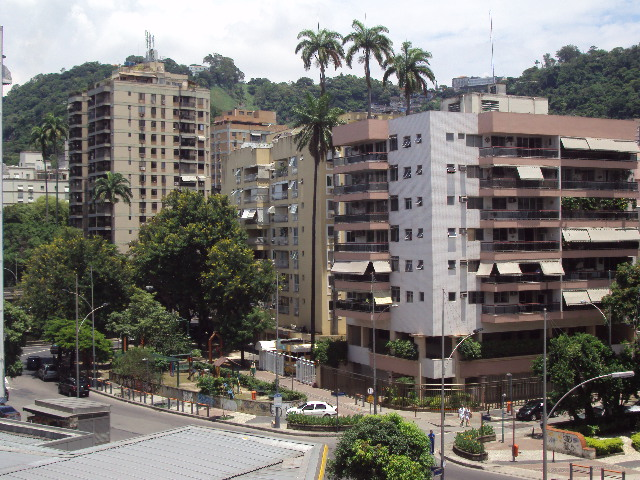
Edificios del barrio

Laranjeiras es un barrio residencial de la Zona Sur de Río de Janeiro, Brasil, de clase media-alta.
Es una de las vecindades más antiguas de la ciudad, cuyo núcleo se originó en el siglo XVII con la construcción de chacras en el valle que rodeaba al río Carioca, que bajaba del Corcovado. Por eso el barrio también fue llamado "Valle del Carioca".

## Ubicación
Está incluida en el Área de Planeamiento 2 y comparte la Región Administrativa IV (Botafogo) con Flamengo, Glória, Catete, Cosme Velho, Botafogo, Humaitá y Urca. Limita con los barrios de Santa Teresa, Flamengo, Catete, Cosme Velho y Botafogo.
Posee un área territorial de 249,35 hectáreas y tiene un índice de áreas urbanizadas y/o alteradas del 65,45%.

## Toponimia
Su nombre obedece a la gran cantidad de naranjos que antiguamente había en la zona (laranjeira significa en portugués "árbol de naranjas" o "naranjo").

## Historia
Situada en un valle por donde corren las aguas del río Carioca, enclavado entre los cerros Corcovado, Dona Marta y Mundo Novo y las elevaciones de Santa Teresa, Laranjeiras tenía características rurales con chacras rústicas que abastecían la ciudad con verduras, legumbres y naranjas.
La historia de Laranjeiras y su vecino Cosme Velho se entrelazan, debido a su proximidad y a que ambos comparten una región geográfica que podría haberlos convertido en un solo barrio.

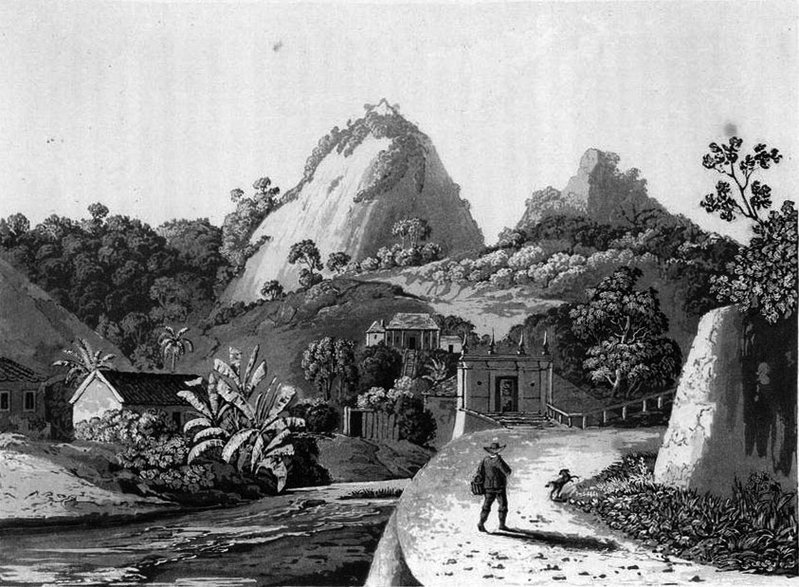
Ilustración de 1821 de Laranjeiras, de Maria Graham.

Las tierras de la región fueron divididas en 1565 y donadas a la familia de Cristóvão Monteiro, primer auditor de Río, quien construyó allí el Molino Viejo. El antiguo camino de acceso a Laranjeiras acompañaba al río Carioca hasta lo que hoy es Flamengo. Esas chacras fueron reemplazadas por otras más lujosas, pertenecientes a nobles y hombres de riqueza. 
El Palácio Guanabara comenzó a construirse en 1853, en la antigua Chácara do Rozo, por el comerciante José Machado Coelho. En 1865 fue adquirido por el gobierno imperial para usarse como residencia de la Princesa Isabel y del Conde d'Eu, por lo que pasó a llamarse Palácio Isabel. Con la llegada de la República hospedó a visitantes ilustres, fue residencia de presidentes y, a partir de 1960, se convirtió en la sede del Gobierno del Estado. 
En 1875, la chacra de José Alexandre Carneiro Leão se convirtió en la plaza São Salvador.
En 1880, el barrio ganó características industriales con la instalación de la companhia textil Fiações e Tecidos Alliança, en la zona de la actual calle General Glicério. La fábrica llegó a tener más de tres mil operarios y funcionó hasta 1938, dando origen a casas y villas para los obreros. En el terreno que ocupó la fábrica surgiría, en 1945, el emprendimiento inmobiliario “Cidade-Jardim Laranjeiras”, un barrio residencial aristocrático.
Por ese entonces el río Carioca se encontraba completamente canalizado, la diligencias públicas recorrían la calle Laranjeiras (el servicio se inauguró en 1868), ya existía el corte de la calle Pinheiro Machado ligando Laranjeiras con Botafogo (1909/1913) y el viejo túnel de Rua Alice (1920) comunicaba la región con Rio Comprido.
Entre 1909 y 1914, en la antigua Chácara de Carvalho de Sá (junto al cerro Nova Cintra) fue erigido el Palácio das Laranjeiras. En 1947, el palacio pasó a manos del gobierno federal y, en 1975, fue cedido para uso de la administración estatal. En los jardines, que ocupan un área de 25 mil metros cuadrados, surgió el Parque Guinle, proyectado por Lúcio Costa.
Junto al Palácio Guanabara se instaló en 1915 el Fluminense Football Club, que construyó allí su Estádio das Laranjeiras.
Con la inauguración del túnel Santa Bárbara, en 1963, el barrio se convirtió en ruta de comunicación entre la zona norte y la Zona Sur de la ciudad, característica que se acentuó con la apertura del Túnel Rebouças, en 1965, cuando se inició un período de intensa producción inmobiliaria, con la verticalización de las áreas formales y un proceso de favelización en las laderas de los cerros. 
El barrio todavía conserva antiguos predios, mansiones y locales pintorescos como Portugal Pequeno y el Mercadinho São José, construcciones protegidas por un decreto municipal de 1987, cuyo objetivo es preservar el patrimonio arquitectónico e histórico.

## Demografía
Laranjeiras tiene una población estable de 46 381 habitantes, de los cuales 20 155 son hombres y 26 226 mujeres. Su razón de sexo es de 76,85 hombres cada cien mujeres.
Posee una densidad poblacional de 186 habitantes por hectárea y una esperanza de vida al nacer de 77,84 años.
En el barrio hay 17 185 domicilios, de los cuales 3417 tiene un solo morador, 4909 están habitados por dos personas, 3934 poseen tres ocupantes y 3056 tienen cuatro moradores.
La tasa de alfabetización de adultos es del 98,74% y tiene cuatro escuelas municipales, con 2128 alumnos.
El Índice de Desarrollo Humano (IDH) del barrio es de 0,957, que lo ubica entre los diez barrios con mayor porcentual de la ciudad. Es comparable al IDH de Japón y Luxemburgo (0,956).

## Lugares destacados
En la etapa de diagnóstico del Plan Estratégico de Río se realizó una encuesta de percepción de la población que, entre otros datos, permite identificar las áreas y edificaciones emblemáticas del barrio según la opinión de sus habitantes:
- las casas de Rua das Laranjeiras 490, 541 y 543
- Conjunto Arquitectónico y Paisajístico Parque Guinle
- Palácio Guanabara y su parque
- la sede de la Fundação Rioarte

El barrio tiene una biblioteca, la Casa de Lectura.

## Curiosidades
- Laranjeiras tuvo su propia plaza de toros. En 1895 se construyó una en piedra y ladrillo, en la que se hacían corridas los domingos.[11]
- Desde 2001, la Praça Jardim Laranjeiras cuenta con un evento que se repite todos los sábados. Además de una feria que principalmente ofrece una gran variedad gastronómica, el grupo Choro na Feira interpreta música tradicional de Brasil.[12]
- Casa Rosa fue construida a principios del siglo XX como prostíbulo para la alta sociedad. Dejó de funcionar en la década del '80, y hacia fines de 1990 comenzaron a realizarse eventos de forró y samba. En 2004 oficializó sus actividades como centro cultural, que incluye toda clase de cursos, lectura de poesía y una nutrida agenda musical.[13]